# PageStream
PageStream ist eine Desktop-Publishing-Software von Grasshopper LLC (USA), die für viele verschiedene Betriebssysteme verfügbar ist, darunter Windows, Linux (x86, i64, PPC), Mac OS X und Amiga.
Die Software wurde ursprünglich 1986 unter dem Namen Publishing Partner für den Atari ST entwickelt und hat durch ihren Funktionsumfang und die Verfügbarkeit auf verschiedenen Plattformen ein Alleinstellungsmerkmal unter Desktop-Publishing-Programmen.